# Sule Utura
Sule Utura (* 8. Februar 1990 in Bore) ist eine äthiopische Langstreckenläuferin.
2007 wurde sie Vierte im Juniorinnenrennen der Crosslauf-Weltmeisterschaften in Mombasa und gewann Bronze bei den Leichtathletik-Weltjugendmeisterschaften über 3000 m. Im Jahr darauf wurde sie Junioren-Weltmeisterin über 5000 m.
2009 wurde sie Sechste im Juniorinnenrennen der Crosslauf-Weltmeisterschaften in Amman und siegte bei der Corrida de Houilles und bei der BOclassic. 2010 gewann sie den Great Ethiopian Run und verteidigte ihren Titel in Houilles.
Sule Utura startet für den Defence Sports Club.

## Persönliche Bestzeiten
- 1500 m: 4:13,42 min, 2. Juni 2007, Trient
- 3000 m: 8:43,72 min, 7. Juli 2010, Rethymno
- 5000 m: 14:44,21 min, 23. Mai 2010, Shanghai
- 10-km-Straßenlauf: 31:38 min, 4. August 2013, Cape Elizabeth
- Halbmarathon: 1:12:10 h, 6. März 2016, Paris
- Marathon: 2:29:04 h, 22. Oktober 2017, Venedig